# Brouwerij Tielemans

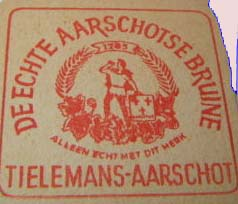
Oud bierviltje.

Brouwerij Tielemans is een voormalige bierbrouwerij uit de Vlaams-Brabantse stad Aarschot. De brouwerij werd opgericht in 1785 en werd gesloten in 1969 bij de overname door Brouwerij Haacht uit Boortmeerbeek.
De brouwerij-mouterij was eigendom van de families Tielemans, Fontaine, en Coomans de Brachène. 
Het herenhuis van de brouwer met inrijpoort in de Jozef Tielemansstraat werd in 1971 geïnventariseerd maar is sindsdien verdwenen.

## Biersoorten
- Aarschots
- Aarschotse Bruine 1785
- Aerschotsche Bruine
- Bruine
- Duc
- Forto
- Gersten
- Stamper
- Tielemans
- Tieler
- Tielers Ale

In de jaren 1960 produceerde de Brouwerij Tielemans ook limonade en cola onder de naam Ritchie.